# Samhlada
Samhlada (Sanskrit संह्लाद saṁhlāda m. „Brüller“) oder auch Samhrada (saṁhrāda) ist in der indischen Mythologie ein Daitya, Sohn des Dämonenkönigs Hiranyakashipu. Seine Mutter war Kayadhu, eine Danava.
Seine Brüder waren Anuhlada, Hlada und Prahlada.
Das Harivamsha nennt als seine Söhne Sunda und Nisunda. Im Mahabharata sind Sunda und Upasunda jedoch die Söhne Nisundas. An anderer Stelle werden im Harivamsha die (drei) Söhne Samhladas als die Nivatakavachas („Träger einer undurchdringlichen Rüstung“) bezeichnet.
Dem Mahabharata zufolge verkörperte er als Mensch sich in Shalya, dem König von Madra, Bruder von Madri und Onkel von Nakula und Sahadeva.